# Собровин, Виталий Ануфриевич
Виталий Ануфриевич Собровин (13 февраля 1935, Ромны, Черниговская область, УССР — 26 февраля 2008, Белгород) — советский и российский фотограф. Почётный гражданин Белгорода. Заслуженный работник культуры РФ, член Союза журналистов России.

## Биография
Виталий Ануфриевич Собровин родился 13 февраля 1935 года в городе Ромны Черниговской области УССР.
Вскоре после его рождения семья переехала в Белгород.
Окончил Виталий среднюю школу № 35 Белгорода, после поступил в Харьковский техникум промышленного транспорта.
С 1957 года работал в газете «Белгородская правда».
Первая персональная выставка состоялась в 1964 году в белгородском кинотеатре «Победа».
В 2000 году Виталий Собровин получил высокую награду министерства культуры РФ — Пушкинскую медаль за активное участие в подготовке и проведении 200-летнего юбилея поэта. Этой же теме посвящён и один из альбомов фотохудожника «Строкою Пушкина воспето», изданный в столичном издательстве «Планета» в 1979 году.
Большое внимание Виталий Ануфриевич посвятил запечатлению памяти народа о Великой Отечественной войне. Этой теме посвящены две его больших работы: Земля российского подвига (1995), к 50-летию Победы, и «Священная земля : „Прохоровское поле“, Государственный военно-исторический музей-заповедник» (2004), подготовленная в канун 60-летия Победы в Великой Отечественной войне.
Основополагающей в творчестве Виталия Собровина является тема любви к природе и людям родного края, к малой родине — Белгородчине (Белогорью). Им изданы фотоальбомы, посвящённые видам на реке Ворскла, в целом Белогорью.
За свою жизнь Собровин провёл более пятидесяти персональных фотовыставок. Является автором более двух миллионов фотоснимков и около сотни книг, фотоальбомов, буклетов и календарей.

## Семья
- Первый брак - Эмма Владимировна Собровина. Сын - Михаил Витальевич.
- Второй брак — Людмила Александровна Собровина.
  - Сын — Андрей Витальевич.

## Награды и звания
- Заслуженный работник культуры Российской Федерации.
- Почётный гражданин города Белгорода (2000 год).[5]
- Медаль Пушкина «за активное участие в подготовке и проведении 200-летнего юбилея А.С. Пушкина» (2000).
- Медаль «За заслуги перед Отечеством» второй степени.[5]
- Медаль «За заслуги перед землёй Белгородской» первой степени (2005).[5]

## Из библиографии
- Строкою Пушкина воспето / Immortalized by Pushkin-Muse : Фотоальбом / В. Собровин ; Вступ. слово А. Суркова]. — Москва : Планета, 1979. — 135, [8] с. : ил., 17000 экз.; 23х27 см.[6]
- «Душа моя, все мысли мои в России» : И. С. Тургенев в Спасском-Лутовинове. Фотоальбом / сост., вступ. ст., коммент. Б. В. Богданов; ред. А. Аникеева; худож. И. У. Тер-Аракелян; фотографии В. А. Собровина, А. В. Собровина. — Москва : Планета, 1985. — 256 с. — (Памятные места СССР). — Коммент. к ил.: с. 254—255 (фотоальбом о Тургеневе).[7]
- «Озарённый первым салютом. Фоторассказ о Белгороде.»[8]
- «Белогорье — синие дали» (фотоальбом).
- «Святое Белогорье» (фотоальбом).
- «Война и мир» (фотоальбом).
- «Шаги Великой Победы» (фотоальбом).
- Земля российского подвига / Фотоновеллы к 50-летию Победы В. Собровина, А. Лукьянова. — Белгород : Истоки, 1995. — 87 с. : цв. ил.; 29 см.[9]
- Собровин, Виталий. Священная земля : «Прохоровское поле», Государственный военно-исторический музей-заповедник / [Виталий Собровин]. — Белгород : [б. и.], 2004. — 158 с. : ил.; 30 см.[10]
- Собровин, Виталий. Белогорье России : фотоповествование / Виталий Собровин, Борис Осыков. — Белгород, 2004. — 503 с. : ил., портр., цв. ил., портр.; 32 см.
- Собровин, Виталий. «Красиво» на Ворскле / Виталий Собровин; текст Бориса Осыкова. — Белгород : [Б. и.], 2005. — 255 с. : портр., цв. ил.; 30 см.

## Память
В 2011 году в Белгороде, на улице Попова, 69, была открыта галерея муниципальное бюджетное учреждение культуры «Белгородская галерея фотоискусства им В. А. Собровина», получившая имя Виталия Ануфриевича Собровина. В открытии галереи принял участие глава администрации Белгорода Сергей Боженов, родственники художника — Людмила Александровна и Андрей Собровины.
Директор галереи Елена Сердюк, ведущий научный сотрудник Галереи Ю. Коннов рассказали, что общая площадь галереи составляет 270 м², включающую выставочный зал площадью около 120 м², конференц-зал, хранилище и помещения для проведения мастер-классов..
В 2014 году в Белгороде была открыта мемориальная доска-барельеф Собровину. Она установлена в день рождения фотомастера на доме № 70 по улице Чумичова, где он проживал и где у него была мастерская.
Автор доски — скульптор Дмитрий Горин, который сказал: «Я хотел передать его характер, а он был весёлым и с хорошим чувством юмора, считаю, он бы оценил мою задумку.»
Биография и творчество В. А. Собровина изучается учащимися Белгородской области в курсе средней школы «Белгородоведение».